# 22Ж6
22Ж6 «Десна-М» — советская подвижная трехкоординатная радиолокационная станция дециметрового диапазона волн.  Предназначение — контроль воздушного пространства, автоматическое обнаружение и определение координат воздушных целей в условиях активного противодействия. Позволяет обнаруживать стратегическую и тактическую авиацию, передавать информацию для истребительной авиации и производить наведение зенитно-ракетных комплексов.

## История создания
Опыт арабо-израильских конфликтов выявил ряд недостатков систем ПВО СССР. Данный факт вынуждал советское правительство выделять значительное количество ресурсов и финансов на модернизацию и доработку радиолокационных систем. Даже на этапе разработки РЛК 64Ж6 было выявлено, что он не соответствует требованиям защиты от помех и высокоточного оружия. Аналогичный американский РЛК AN/TPS-43 состоял всего из двух транспортных единиц и имел более высокие технические характеристики и защиту от управляемых ракет. В связи с этим, постановлением Совета Министров СССР февраля 1975 г. ВНИИРТ была задана ОКР под шифром «Десна» с требованием создать РЛС, кардинально отличающуюся от предыдущих разработок. «Десна» должна была заменить комплексы 5Н87 и 64Ж6 и первоначально проектировалась в составе двух приемо-передающих кабин, но в ходе разработки был выбран новый головной исполнитель (Правдинское конструкторское бюро). По итогу был разработан более экономный доработанный вариант РЛС 22Ж6М с одной приемо-передающей кабиной. В 1985 году были завершены государственные испытания изделия, разработанного в ПКБ. Серийное производство РЛС «Десна-М» (22Ж6М) было развернуто в Научно-производственном объединение «Правдинский радиозавод».

## Особенности конструкции
Подвижная РЛС «Десна-М» имеет автоматизированные системы диагностирования и съема данных. Может вести боевое дежурство в составе автоматизированных систем управления.
В комплект РЛК входили:
- антенно-поворотное устройство
- прицеп ЗИП
- система электропитания
- аппаратный прицеп
- модуляторный прицеп
- два полуприцепа МАЗ-938Б с антенными системами и укладкой[4]

РЛС может работать как в автономном режиме, так и в режиме сопряжения с зенитно-ракетными комплексами. Для оперативного решения задач станция может укомплектовываться выносным постом на удалении до 1 км.

## Тактико-технические характеристики
- Дальность обнаружения цели типа «истребитель» на высоте 10000 м — 300 км
- Верхняя граница обнаружения цели типа «истребитель» — 40 км
- Темп обзора — 6 об/мин
- Точность измерения координат целей (на высоте 10000 м):
- по дальности — 300 м
- по высоте — 500 м
- по азимуту — 15 минут
- Коэффициент подавления отражений от местных предметов —  30 Дб
- Время развертывания — не более 10 ч
- Потребляемая мощность — 260 кВт
- Обслуживающий персонал — 16 человек

## Модернизация комплекса
В ходе модернизации предусматривается замена изношенной радиоприемной аппаратуры РЛС, аппаратуры накопления, обнаружения и измерения координат, вторичной обработки информации, защиты от активных и несинхронных помех на современную аппаратуру четвертого поколения. Модернизация позволяет:
- увеличить долговечность РЛС и возможность сохранения их парка до 2025 г
- улучшить параметры приемной аппаратуры на 5-10 дБ
- улучшить параметры аппаратуры защиты от активных шумовых помех на 10-15 дБ
- повысить надежность аппаратуры в 8-10 раз
- повысить точность измерения координат в 1,2 — 1,3 раза
- повысить коэффициент использования РЛС в 1,3 раза;
- снизить затраты на обслуживание и ремонт в 2 — 3 раза
- повысить эффективность использования РЛС в группировках РТВ с 0,87 до 0,92[5]